# Луїш Педру
Луїш Педру (порт. Luís Pedro, нід. Luís Pedro, нар. 27 квітня 1990, Луанда) — нідерландський футболіст ангольського походження, фланговий півзахисник румунського клубу «Тиргу-Муреш».
Виступав, зокрема, за клуб «Феєнорд», а також юнацьку збірну Нідерландів.

## Клубна кар'єра
Народився 27 квітня 1990 року в столиці Анголи місті Луанда. В юному віці перебрався до Нідерландів, де почав займатися футболом. Вихованець футбольної школи клубу «Феєнорд». Дорослу футбольну кар'єру розпочав 2008 року в основній команді того ж клубу, в якій провів два сезони, взявши участь лише у 9 матчах чемпіонату.
Згодом з 2010 по 2015 рік грав у складі команд гідерландських «Ексельсіор» (Роттердам), «Гоу Ехед Іглз» та «Гераклес» (Алмело), а також болгарських «Ботев» (Пловдив) та «Левскі».
До складу клубу «Тиргу-Муреш» приєднався 2015 року. Відтоді встиг відіграти за команду з Тиргу-Муреша 7 матчів в національному чемпіонаті.

## Виступи за збірні
У 2007 році дебютував у складі юнацької збірної Нідерландів, взяв участь у 8 іграх на юнацькому рівні, відзначившись 4 забитими голами.

## Титули і досягнення
- Володар Суперкубка Румунії: 2015